# 120 mm moździerz 2B11 Sani
120 mm moździerz 2B11 – przewoźny moździerz produkcji radzieckiej w którego skład zestawu 2S12 Sani wchodzi podwozie kołowe 2Ł81, wyposażenie i samochód transportowy GAZ-66-05.
Moździerz posiada gładkościenną lufę zakończoną bezpiecznikiem zabezpieczającym przed podwójnym załadowaniem. Odpalany jest za pomocą mechanizmu kurkowego, sznura spustowego lub grawitacyjnie, tzn. poprzez samonakłuwanie spłonki przez iglicę. Ma celownik-kątomierz MPM-44 M, który jest zaopatrzony w zestaw oświetlający ŁUCZ PM2M. Wyposażony jest w kolimator działowy K-1 służący do orientacji moździerza na stanowisku ogniowym w przypadku złej widoczności lub braku naturalnych punktów terenowych. Amunicja do strzelania jest taka sama co do moździerza wz. 1938 i wz. 1943. Podczas strzelania pociskami odłamkowo-burzącymi stosowany jest dodatkowy ładunek dalekonośny.
Na dalsze odległości przewozi się go na platformie samochodu transportowego wraz z obsługą i amunicją (48 szt. w 24 skrzynkach). Na bliższe odległości jest holowany na podwoziu kołowym. W razie potrzeby może być również rozłożony na trzy części o zbliżonej masie i przeniesiony przez załogę. Do załadunku i rozładunku na platformę stosuje się samowyciągarkę.
Zestaw 2S12 Sani w 1984 został wprowadzony w niewielkiej liczbie do uzbrojenia polskich jednostek powietrznodesantowych. W 2022 roku Wojsko Polskie posiadało nadal 15 sztuk.